# Canton de Blâmont
Le canton de Blâmont est une ancienne division administrative française qui était située dans le département de Meurthe-et-Moselle et la région Lorraine.

## Géographie
Ce canton est organisé autour de Blâmont dans l'arrondissement de Lunéville. Son altitude varie de 230 mètres à Vaucourt jusqu'à 364 mètres à Frémonville pour une altitude cantonale moyenne de 273 mètres.

## Histoire
Blâmont fut d'abord le chef-lieu d'un pagus désigné au IXe siècle sous les noms de pagus Albinsis et Albechova, un comté au Xe siècle, en 1698 le siège d'une prévôté du bailliage de Lunéville et enfin un bailliage en 1751. C'est ensuite un ancien canton du département de la Meurthe. Resté français  conformément au traité de Francfort de 1871, il a été intégré au nouveau département de Meurthe-et-Moselle.
À cette occasion, il intégra également les communes d'Avricourt et d'Igney qui faisaient préalablement partie du canton de Réchicourt-le-Château, annexé à l'Allemagne.

## Représentation

### Conseillers généraux de 1833 à 2015
| Période       | Période          | Identité                                              | Étiquette                          | Qualité                                                                                      |
| ------------- | ---------------- | ----------------------------------------------------- | ---------------------------------- | -------------------------------------------------------------------------------------------- |
| 1833          | 1845 (décès)     | François Balthazar Lafrogne                           | Centre gauche                      | Député (1816-1821) Propriétaire, notaire, maire de Blâmont                                   |
| 1845          | 1848 (décès)     | Charles Adrien Balthazar Lafrogne (fils du précédent) |                                    | Notaire, employé au Ministère des Finances Maire de Blâmont, conseiller d'arrondissement     |
| 1848          | 1865 (décès)     | Gilbert Vaultrin                                      |                                    | Propriétaire à Blâmont Ancien aide de camp                                                   |
| 1865          | 1874             | Emile Mathis de Grandseille                           |                                    | Maire de Blâmont (1850-1876)                                                                 |
| 1874          | 1887 (décès)     | Hubert Brice (1840-1887)                              |                                    | Agriculteur - Maire de Blâmont (1877-1887)                                                   |
| 1887          | 1892             | Emile Cuny                                            | Républicain                        | Propriétaire à Igney-Avricourt                                                               |
| 1892          | 1898             | Charles Barthélemy                                    | Républicain                        | Maire de Blâmont                                                                             |
| 1898          | 1922             | Charles Bentz                                         | RG                                 | Propriétaire - Maire de Blâmont (1912-1914)                                                  |
| 1922          | 1940             | Baron Adrien de Turckheim                             | FR-URD                             | Agriculteur Administrateur des Chemins de Fer de l'Est Ancien Maire de Lunéville (1912-1914) |
|               |                  |                                                       |                                    |                                                                                              |
| 1943          | 1945             | Jean Crouzier                                         | ?                                  | Maire de Blâmont Nommé conseiller départemental en 1943                                      |
|               |                  |                                                       |                                    |                                                                                              |
| 1945          | 1966 (démission) | Jean Crouzier                                         | PRL-CNIP                           | Notaire - Maire de Blâmont (1937-1966) Député (1946-1958) Secrétaire d'État (1955-1956)      |
| 24 avril 1966 | 1992             | Robert Villemont                                      | RI puis DVD                        | Architecte, Domevre-sur-Vezouze                                                              |
| 1992          | 2011             | Claude Boura                                          | UDF puis UMP (Groupe Républicains) | Commerçant Maire de Xousse (1964-2020)                                                       |
| 2011          | 2015             | Philippe Colin                                        | DVG                                | Employé Conseiller municipal puis maire d'Ancerviller                                        |

### Conseillers d'arrondissement (de 1833 à 1940)
Le canton de Blâmont avait deux conseillers d'arrondissement.
| Période                                  | Période      | Identité                                                         | Étiquette   | Qualité |
| ---------------------------------------- | ------------ | ---------------------------------------------------------------- | ----------- | --- |
| 1833                                     | 1836         | Charles Joseph Haton (1802-1842)                                 |             | Propriétaire, cultivateur, maire de Frémonville                                                             |
| 1833                                     | 1845         | Charles Adrien Balthazard Lafrogne fils (1798-1848)              |             | Notaire, maire de Blâmont                                                                                   |
| 1836                                     | 1843 (décès) | Jean Baptiste Lahalle (1777-1843)                                |             | Médecin à Blâmont                                                                                           |
| 1843                                     | 1847 (décès) | Toussaint Louis Georges Lesaing (1802-1847, gendre du précédent) |             | Docteur médecin à Blâmont                                                                                   |
| 1845                                     | 1848         | Pierre Mangin (1788-1857)                                        |             | Avocat à Lunéville                                                                                          |
|                                          |              |                                                                  |             | |
|                                          | 1896 (décès) | M. Nicot                                                         |             | |
| 1896                                     | 1900 (décès) | Albert Lemoine                                                   | Républicain | Propriétaire à Herbéviller                                                                                  |
| 1900                                     | 1911 (décès) | Joseph Moitrier (1837-1908)                                      |             | Propriétaire, maire d'Ogéviller                                                                             |
| 17 déc. 1911                             | 1913 (décès) | Benoit Léon Labru (1858-1913)                                    | Républicain | Ancien officier, ancien percepteur, maire d'Herbéviller                                                     |
|                                          |              |                                                                  |             | |
| 1931                                     | 1940         | M. Collot                                                        | Républicain | |
| 1940                                     |              |                                                                  |             | Les conseils d'arrondissement ont été suspendus par la loi du 12 octobre 1940 et n'ont jamais été réactivés |
| Les données manquantes sont à compléter. |              |                                                                  |             | |

## Composition
Le canton de Blâmont groupe 33 communes et compte 5 350 habitants (recensement de 1999 sans doubles comptes).
| Communes            | Population (2012) | Code postal | Code Insee |
| ------------------- | ----------------- | ----------- | ---------- |
| Amenoncourt         | 96                | 54450       | 54013      |
| Ancerviller         | 241               | 54450       | 54014      |
| Autrepierre         | 108               | 54450       | 54030      |
| Avricourt           | 442               | 54450       | 54035      |
| Barbas              | 145               | 54450       | 54044      |
| Blâmont             | 1 261             | 54450       | 54077      |
| Blémerey            | 58                | 54450       | 54078      |
| Buriville           | 40                | 54450       | 54107      |
| Chazelles-sur-Albe  | 49                | 54450       | 54124      |
| Domèvre-sur-Vezouze | 231               | 54450       | 54161      |
| Domjevin            | 267               | 54450       | 54163      |
| Emberménil          | 215               | 54370       | 54177      |
| Fréménil            | 147               | 54450       | 54210      |
| Frémonville         | 187               | 54450       | 54211      |
| Gogney              | 65                | 54450       | 54230      |
| Gondrexon           | 28                | 54450       | 54233      |
| Halloville          | 59                | 54450       | 54246      |
| Harbouey            | 94                | 54450       | 54251      |
| Herbéviller         | 207               | 54450       | 54259      |
| Igney               | 127               | 54450       | 54271      |
| Leintrey            | 136               | 54450       | 54308      |
| Montreux            | 61                | 54450       | 54381      |
| Nonhigny            | 99                | 54450       | 54401      |
| Ogéviller           | 289               | 54450       | 54406      |
| Réclonville         | 77                | 54450       | 54447      |
| Reillon             | 72                | 54450       | 54452      |
| Remoncourt          | 39                | 54370       | 54457      |
| Repaix              | 84                | 54450       | 54458      |
| Saint-Martin        | 55                | 54450       | 54480      |
| Vaucourt            | 63                | 54370       | 54551      |
| Vého                | 75                | 54450       | 54556      |
| Verdenal            | 120               | 54450       | 54562      |
| Xousse              | 113               | 54370       | 54600      |

## Démographie
| 1962  | 1968  | 1975  | 1982  | 1990  | 1999  | 2009  |
| ----- | ----- | ----- | ----- | ----- | ----- | ----- |
| 5 955 | 6 402 | 5 853 | 5 751 | 5 565 | 5 350 | 5 545 |